# Gaius Cestius Sabinus
Gaius Cestius Sabinus (vollständige Namensform Gaius Cestius Gai filius Stellatina Sabinus) war ein im 2. Jahrhundert n. Chr. lebender Angehöriger der römischen Armee. Durch eine Inschrift, die in Urvinum Mataurense gefunden wurde, ist seine militärische Laufbahn bekannt, die in der Inschrift als cursus inversus, d. h. in absteigender Reihenfolge wiedergegeben ist.
Sabinus diente als Centurio zunächst in der Legio VII Claudia pia fidelis, die ihr Hauptlager in Viminacium in Moesia superior hatte und danach in der Legio II Adiutrix pia fidelis, die ihr Hauptlager in Aquincum in der Provinz Pannonia inferior hatte. Im Anschluss war er in Rom als Centurio zunächst in der Cohors XIIII Urbana und danach in der Cohors VIII Praetoria eingesetzt. Danach diente er als Centurio in der Legio VIII Augusta, die ihr Hauptlager in Argentorate in Germania superior hatte. Als Nächstes erreichte er die Position des Primus Pilus in der Legio I Adiutrix pia fidelis, die ihr Hauptlager in Brigetio in Pannonia superior hatte. Zuletzt wurde er zum Kommandeur (Tribunus) der Cohors XIII Urbana ernannt, die in Lugdunum stationiert war.
Sabinus erhielt von Antoninus Pius (138–161) als militärische Auszeichnung eine Hasta pura (donis donato ab Imperatore Antonino Augusto). Er war in der Tribus Stellatina eingeschrieben und stammte wahrscheinlich aus Urvinum Mataurense. In seiner Heimatstadt übte er das Amt eines IIIIvir iure dicundo aus und war Patron.
Die Inschrift wird bei der EDCS auf 161/180 datiert. James Robert Summerly datiert die Laufbahn von Sabinus in einen Zeitraum zwischen 138 und 161.